# El apóstol (película de 1917)
El apóstol fue una película animada argentina perdida de 1917, dirigida y producida por Quirino Cristiani y Federico Valle respectivamente. Los historiadores la consideran la primera película de animación del mundo. La producción comenzó tras el éxito del cortometraje de Cristiani y Valle La intervención a la provincia de Buenos Aires, y la misma duró entre diez y doce meses, existen diferentes versiones. Su guion fue escrito por Alfonso de Laferrère, los modelos de fondo de Buenos Aires fueron creados por Andrés Ducaud, y los diseños iniciales de los personajes fueron dibujados por Diógenes Taborda.
El apóstol es una sátira basada en el entonces presidente de Argentina, Hipólito Yrigoyen. En la película, Yrigoyen sueña con ir al Monte Olimpo y discutir de política con los dioses antes de usar uno de los rayos de Zeus para limpiar Buenos Aires de la corrupción. Bien recibida en su momento en Buenos Aires, no se distribuyó más allá de esa ciudad. La película fue destruida en un incendio en 1926 en el estudio de Valle.

## Argumento
El presidente argentino Hipólito Yrigoyen sueña con ascender al Olimpo vestido de apóstol. Habla con los dioses de las hazañas y fechorías de los porteños, y de cómo se ríen de él y de cada programa político que monta. Aparecen algunos congresistas y expresan sus posiciones. Yrigoyen analiza el nivel de caos en la administración de la capital con los dioses y la situación financiera del gobierno. Luego de la discusión, Yrigoyen pide a Zeus rayos para limpiar Buenos Aires de inmoralidad y corrupción. Zeus concede su petición; los rayos consumen los edificios principales de la ciudad y Yrigoyen despierta.

## Producción
Federico Valle fue un productor de cine industrial que produjo un noticiero, Actualidades Valle. Contrató a Quirino Cristiani, conocido en ese momento por sus caricaturas en los diarios, para ayudar a animar una viñeta política experimental para el noticiero de Valle. Hicieron La intervención a la provincia de Buenos Aires, un sketch de un minuto que ridiculizaba al gobernador Marcelino Ugarte, utilizando animación en papel, que Cristiani aprendió de una película de Émile Cohl. Aunque muchas fuentes argentinas identifican el estreno de La intervención a la provincia de Buenos Aires como 1916, se desconoce su fecha real de estreno.
Tras el éxito de La intervención a la provincia de Buenos Aires, Valle comenzó a trabajar en el largometraje El apóstol, que satirizaba al presidente Yrigoyen, quien ganó las elecciones presidenciales de 1916 como parte de la Unión Cívica Radical y tenía reputación de ser un político de largos discursos y demagogo. Valle contrató a Alfonso de Laferrère para escribir el guion y Cristiani servir como animador principal. Ante la petición de ayuda de Cristiani por lo minucioso de la animación, Valle contrató a Andrés Ducaud para construir modelos tridimensionales de edificios de Buenos Aires. El método de animación sería idéntico al de La intervención a la provincia de Buenos Aires.
Para atraer publicidad, Valle contrató al popular caricaturista Diógenes «El Mono» Taborda. A Taborda le gustó la idea de dar vida a sus caricaturas y le dio a Cristiani bocetos de los personajes. Aunque a Cristiani le parecían buenos, eran demasiado rígidos y detallados como para animarlos. Taborda abandonó la producción, intimidado por la cantidad de trabajo necesario para completar la película, pero permitió que Cristiani hiciera sus dibujos más simples y fáciles de animar.
No se sabe exactamente cuánto tiempo tardó en producirse El apóstol, pero fue rápido para una película animada. Según diferentes versiones, la producción tardó un año o menos de diez meses. El rodaje se realizó en los estudios Talleres Cinematográficos, utilizando lámparas de arco voltaico de fabricación propia instaladas por Cristiani como luz artificial. Se filmaron un total de 58 000 fotogramas, con una duración de una hora y diez minutos. La escena de la destrucción de Buenos Aires al final de la película utilizó los modelos tridimensionales de la ciudad creados por Ducaud.

## Recepción y legado

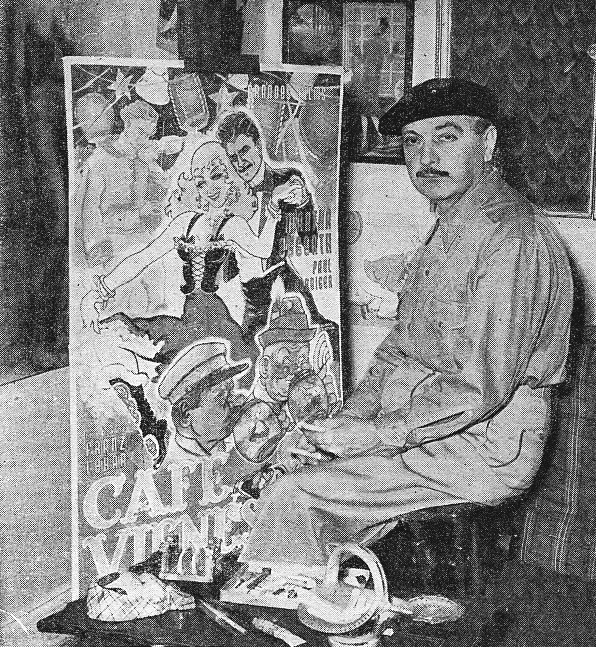
Quirino Cristiani (en una foto de 1955) fue el director de animación de El apóstol, película por la que recibió poco crédito por parte de Valle.

El apóstol se estrenó el 9 de noviembre de 1917, en el Cine Select-Suipacha. La película fue un éxito en Buenos Aires, y los periódicos la criticaron favorablemente. Crítica, La Nación y La Película consideraron El apóstol un avance cinematográfico, y La Razón lo consideró una buena sátira. La destrucción de Buenos Aires cerca del final de la película fue considerada su escena más impresionante. Si bien El apóstol inicialmente fue emparejada con otras películas durante las funciones de cine, el éxito entre el público general de Buenos Aires llevó a los gerentes de los cines a realizar repetidas funciones de la película en un solo día. Las proyecciones de El apóstol duraron seis meses, antes de que la municipalidad de Buenos Aires la prohibiera por ser una caricatura de una situación política actual. Debido a que atraía principalmente a los residentes de Buenos Aires, no se distribuyó más allá de su ubicación inicial, lo que la hizo poco conocida.
Según se informó, Cristiani recibió poco crédito por la película; le pagaron unos escasos 1000 pesos (equivalentes a unos 20 dólares estadounidenses en 1917, o 476 dólares estadounidenses actualmente) y recibió un crédito mínimo en la introducción. Cristiani abandonó Valle debido a la interferencia de éste con su trabajo al contratar colaboradores no deseados, y Valle nunca volvió a hacer otro largometraje animado. Un incendio en 1926 destruyó el estudio cinematográfico de Valle, incluido su equipo y la única copia conocida de El apóstol. Ahora es considerada una película perdida. Cristiani trabajó en muchos cortometrajes animados durante su carrera y al menos otros dos largometrajes animados: Sin dejar rastros y Peludópolis Cristiani se retiró de la industria de la animación en 1941. El apóstol se dio a conocer como el primer largometraje de animación. La información disponible sobre El apóstol proviene de registros cinematográficos argentinos, los archivos de la familia Cristiani y las memorias de Cristiani registradas por Giannalberto Bendazzi.